# Scandalo/Fiori del veleno
Scandalo è una canzone scritta e cantata da Gianna Nannini nel 1988. Viene pubblicata nel 1990 insieme a Fiori del veleno come unico singolo estratto dall'omonimo album.

## Tracce
1. Scandalo
2. Fiori del veleno

## Classifiche

### Classifiche settimanali
| Classifica (1990) | Posizione massima |
| ----------------- | ----------------- |
| Italia            | 1                 |

### Classifiche di fine anno
| Classifica (1990) | Posizione |
| ----------------- | --------- |
| Italia            | 13        |